# Sielsowiet gujewski
Sielsowiet gujewski (ros. Гуевский сельсовет) – jednostka administracyjna (osiedle wiejskie) wchodząca w skład rejonu sudżańskiego w оbwodzie kurskim w Rosji.
Centrum administracyjnym sielsowietu jest sieło Gujewo.

## Geografia
Powierzchnia sielsowietu wynosi 54,28 km².

## Historia
Status i granice sielsowietu zostały określone ustawami z 2004 i z 2010 roku.

## Demografia
W 2017 roku sielsowiet zamieszkiwało 1133 mieszkańców.

## Miejscowości
W skład sielsowietu wchodzą miejscowości: Gujewo, Gornal.